# 黃溥
黃溥（1411年—？），字澄濟，江西廣信府弋陽縣人，民籍。明朝政治人物。進士出身。

## 生平
江西鄉試第二十八名。正統十三年（1448年）戊辰科會試第二十四名，殿試登進士第二甲第九名，擢監察御史，歷官廣東按察使。

## 家族
曾祖黃謙甫。祖父黃祐忠，曾任福建延平府經歷。父亲黃敬讓。